# Achille Champy
Achille Champy, né le 12 juillet 1868 à Varzy et mort le 7 mars 1948 à Paris, est un architecte français.

## Biographie
Achille Champy est probablement autodidacte en architecture. Il exerce de 1902 à 1935, essentiellement à Paris. Ses travaux comprennent des influences romanes, classiques et d'Art nouveau.